# La Tuques flygplats
La Tuque Airport är en flygplats i Kanada.   Den ligger i regionen Mauricie och provinsen Québec, i den sydöstra delen av landet, 300 km nordost om huvudstaden Ottawa. La Tuque Airport ligger 163 meter över havet.
Terrängen runt La Tuque Airport är kuperad österut, men västerut är den platt. La Tuque Airport ligger nere i en dal som går i nord-sydlig riktning. Runt La Tuque Airport är det glesbefolkat, med 18 invånare per kvadratkilometer.. Närmaste större samhälle är La Tuque, 3,0 km norr om La Tuque Airport. 
I omgivningarna runt La Tuque Airport växer i huvudsak blandskog.